# Tháng 4 năm 2008
Trang này liệt kê những sự kiện quan trọng vào tháng 4 năm 2008.

## Thứ ba, ngày1 tháng 4
- Hai tập đoàn bưu chính quốc gia, Posten (Thụy Điển) và Post Danmark (Đan Mạch), đồng ý hợp nhất và đặt trụ sở chính tại Stockholm.

## Thứ tư, ngày2 tháng 4
- Phong trào Thay đổi Dân chủ của Morgan Tsvangirai thắng đảng ZANU-PF của Robert Mugabe trong cuộc bầu cử nghị viện ở Zimbabwe.
- Ian Khama được tấn phong làm Tổng thống thứ sáu của Botswana.
- Thủ tướng Ireland Bertie Ahern tuyên bố sẽ từ chức, sau cuộc điều tra tham nhũng.
- Phôi lai người-bò sống tới ba ngày sau khi được thụ tinh tại trường Đại học Newcastle (Anh).

## Thứ hai, ngày7 tháng 4
- Tờ The Washington Post thắng sáu Giải Pulitzer.

## Thứ ba, ngày8 tháng 4
- Hàng ngàn người biểu tình phản đối chính sách nhân quyền của chính phủ Trung Quốc tại Luân Đôn, Paris, và San Francisco, làm ngăn cản lộ trình cuộc rước đuốc cho Thế vận hội Mùa hè 2008.
- Phi vụ Soyuz TMA-12 được phóng lên để trở Yi So-yeon, người Triều Tiên đầu tiên lên vũ trụ tới Trạm vũ trụ Quốc tế.

## Thứ năm, ngày10 tháng 4
- Đảo Sark trong Quần đảo Eo biển hủy bỏ chế độ phong kiến cuối cùng ở châu Âu để thỏa mãn Hiệp định Nhân quyền châu Âu.
- Chính phủ Cuba hủy bỏ hạn chế tiền lương và giảm bớt những hạn chế về tài sản cá nhân.

## Thứ bảy, ngày12 tháng 4
- Tổng thống Haiti Jacques-Édouard Alexis bị bãi miễn sau cuộc náo động về giá cả thực phẩm leo thang.

## Thứ hai, ngày14 tháng 4
- Hãng hàng không Mỹ Delta Air Lines đồng ý mua Northwest Airlines để trở thành hãng hàng không lớn nhất thế giới.
- Liên minh do Silvio Berlusconi dẫn đầu và giành chiến thắng trong cuộc tổng tuyển cử Ý năm 2008.

## Chủ nhật, ngày20 tháng 4
- Fernando Lugo thắng cuộc bầu cử tổng thống tại Paraguay, kết thúc 61 năm cầm quyền của Đảng Colorado.

## Thứ hai, ngày28 tháng 4
- Tai nạn tàu hỏa tại Truy Bác, Trung Quốc làm thiệt mạng ít nhất 72 người.